# Béla Imrédy
Béla Imrédy de Ómoravicza (29. prosince 1891 Budapešť – 28. února 1946 Budapešť) byl maďarský politik. V letech 1938 až 1939 byl premiérem Maďarska. Zastával pravicové až krajně pravicové názory v domácí a sociální politice. V zahraniční politice byl dlouho probritský, ale časem zvolil orientaci na nacistické Německo. Nakonec se stal jedním z největších kolaborantů s nacisty v Maďarsku, za což byl po válce popraven.

## Život
Narodil se v katolické, šlechtické rodině. Vystudoval práva. Roku 1919 nastoupil na ministerstvo financí a pracoval tam do roku 1921. V tom roce se stal tajemníkem Asociace spořitelen a bank (TÉBE) a v roce 1924 jejím generálním tajemníkem. Od roku 1926 pracoval v Maďarské národní bance, v roce 1928 byl jmenován jejím ředitelem. V roce 1932 se stal ministrem financí ve vláfě fašisty Gyuly Gömböse. Po rezignaci v roce 1935 se vrátil na post prezidenta centrální banky. Do kabinetu ho znovu povolal Kálmán Darányi, na post ministra pro hospodářskou koordinaci. Když Darányi v květnu 1938 odstoupil, Imrédy byl regentem Miklósem Horthym jmenován předsedou vlády.
Imrédyho pokusy zlepšit diplomatické vztahy Maďarska s Británií jej zpočátku činily velmi nepopulárním v Německu a Itálii. Imrédy jejich tlaku stále víc ustupoval a od podzimu 1938 se jeho zahraniční politika stávala stále více proněmeckou a proitalskou. V srpnu 1938 navštívil společně s Horthym německého vůdce Adolfa Hitlera za účelem přípravy agrese proti Československu. První vídeňská arbitráž, která připojila jižní Slovensko k Maďarsku, proběhla za jeho premiérského působení (2. listopadu 1938). Přerušil diplomatické styky se Sovětským svazem. Založil také vlastní stranu, Hnutí maďarského života. Doprava se posunul i v domácí politice. Omezil svobodu tisku a shromažďování. Schválil první a připravil druhý protižidovský zákon. V únoru 1939 Imrédyho umírnění političtí oponenti, rozzlobení jeho rostoucí poslušností vůči Německu a nadbíháním maďarským fašistům, předložili regentu Horthymu důkazy, že Imrédyho pradědeček byl Žid. Když Horthy konfrontoval premiéra s důkazy, Imrédy 13. února 1939 podal demisi.
Pak sloužil na čas v maďarské armádě. V roce 1940 založil fašistickou a antisemitskou Stranu maďarské obnovy. Když německá vojska okupovala Maďarsko v roce 1944, byl Imrédy první volbou německého zplnomocněnce Edmunda Veesenmayera pro post premiéra. Horthy však odmítl v této věci ustoupit. Premiérem se nakonec stal Döme Sztójay. Imrédy se v květnu 1944 stal ve Sztójayově kabinetu ministrem hospodářské koordinace. Vyvinul v této funkci maximální úsilí, aby dal maďarský hospodářský život zcela do služeb německých válečných cílů. V srpnu 1944 byl nucen rezignovat.
Poté, co byly německé síly vytlačeny z Maďarska, byl Imrédy v listopadu 1945 zatčen a souzen lidovým soudem. Byl shledán vinným z válečných zločinů a kolaborace s nacisty. Byl odsouzen k smrti a popraven zastřelením na dvoře budapešťské věznice v ulici Markó v roce 1946.